# Erik Šmid
Erik Šmid, slovenski dirigent, zborovodja in glasbeni pedagog, * 1991, Kranj.

## Življenje in delo
Erik Šmid, dirigent in glasbeni pedagog, deluje na Gimnaziji Kranj kot profesor glasbe in dirigent. Prve korake svoje glasbene poti je prehodil na Glasbeni šoli Kranj, kjer je obiskoval pouk klavirja pri prof. Petru Miliću ter pouk solopetja pri mag. Francki Šenk Svojo glasbeno pot je nadaljeval s študijem glasbene pedagogike na Akademiji za glasbo v Ljubljani, kjer je leta 2014 diplomiral, v letu 2016 pa z odliko (diploma summa cum laude) sklenil magistrski študij z magistrskim koncertom Sakralna glasba na habsburških tleh pod mentorstvom prof. Marka Vatovca. Na koncertu je s Komornim zborom Akademije za glasbo, Komornim orkestrom Akademije za glasbo in pevskimi solisti predstavil stilno zaokrožen sakralni program skladateljev 17. in 18. stoletja. Trenutno je doktorski študent na omenjeni instituciji, njegovo raziskovalno delo pa je usmerjeno na področje zborovske glasbe. Tako v času študija kot kasneje se je strokovno izpopolnjeval pri številnih priznanih dirigentih in pevskih pedagogih – Bradyju R. Allredu, Garyju Gradnu, Heleni Alice Lootens, Martini Batič, Ianu Honeymanu in drugih.
Umetniško delo Erika Šmida je usmerjeno predvsem na področje zborovske glasbe. Sprva je kot pevec in korepetitor sodeloval s številnimi slovenskimi zbori (Komorni pevski zbor Mysterium, Moški zbor organizacije Salt Lake Choral Artists, Komorni zbor Akademije za glasbo, Koralni zbor Akademije za glasbo, Baročni zbor Akademije za glasbo, Zbor sv. Nikolaja Litija idr.), že v času študija pa je kot dirigent in umetniški vodja prevzel vodenje Ženskega pevskega zbora Mens sonora, Študentskega pevskega zbora sv. Stanislava, Mešanega pevskega zbora Gimnazije Kranj, Mladinskega pevskega zbora Glasbene šole Kranj in Moškega zbora Cantores Carnioli. Od leta 2016 kot profesor glasbe in dirigent deluje na Gimnaziji Kranj. Pod njegovim vodstvom trenutno delujejo Dekliški pevski zbor Gimnazije Kranj, Akademski pevski zbor France Prešeren Kranj in Ženska vokalna skupina Lipa Litija.

## Nagrade in priznanja
- Diplomma summa cum laude za magistrski koncert Sakralna glasba na habsburških tleh s Komornim zborom Akademije za glasbo, Komornim orkestrom Akademije za glasbo in pevskimi solisti
- Zlato priznanje z Dekliškim pevskim zborom Gimnazije Kranj na mednarodnem zborovskem tekmovanju Young Bohemia Prague 2017
- Zlato priznanje s Študentskim pevskim zborom sv. Stanislava na mednarodnem zborovskem tekmovanju Young Bohemia Prague 2018
- Zlato priznanje z Dekliškim pevskim zborom Gimnazije Kranj na mednarodnem zborovskem tekmovanju Aegis carminis 2019
- Posebna nagrada za najbolj perspektivnega mladega zborovodja tekmovanja Aegis carminis 2019
- Zlato priznanje z Dekliškim pevskim zborom Gimnazije Kranj na mednarodnem zborovskem tekmovanju XXX. concorso internazionale di canto corale Verona 2019
- Nagrada za najboljšega dirigenta tekmovanja na mednarodnem zborovskem tekmovanju XXX. concorso internazionale di canto corale Verona 2019
- Zlato priznanje in velika nagrada mednarodnega zborovskega tekmovanja tekmovanja Zlatna lipa Tuhlja 2019 z Moškim zborom Cantores Carnioli
- Zlato priznanje in velika nagrada mednarodnega zborovskega tekmovanja tekmovanja Zlatna lipa Tuhlja 2021 z Dekliškim pevskim zborom Gimnazije Kranj
- Priznanje z najvišjo oceno, oznako »excellent« na virtualnem delu tekmovanja Svetovnih zborovskih iger 2021 z Dekliškim pevskim zborom Gimnazije Kranj
- Zlato priznanje na mednarodnem zborovskem tekmovanju Zlatna lipa Tuhlja 2022 z Akademskim pevskim zborom France Prešeren Kranj
- Zlato priznanje na mednarodnem zborovskem tekmovanju Bratislava Spring Music Festival 2023 z Dekliškim pevskim zborom Gimnazije Kranj
- Zlato priznanje v kategoriji mešanih zborov in zlato priznanje v kategoriji ljudske glasbe na mednarodnem zborovskem tekmovanju Venezia in Musica 2023 z Akademskim pevskim zborom France Prešeren Kranj
- Zlato priznanje z odliko, priznanje za izvrstno izvedbo skladbe A. Lajovica Pesem deklice in priznanje za najboljšega zborovodjo debitanta na Regijskem tekmovanju otroških in mladinskih zborov 2023 z Dekliškim pevskim zborom Gimnazije Kranj
- Zlato priznanje z odliko, priznanje za najboljšo izvedbo sodobne izvirne slovenske skladbe, napisane od leta 1987 do danes, priznanje za najboljši zbor regijskega tekmovanja in priznanje za obetavnega zborovodjo na Regijskem tekmovanju odraslih pevskih zasedb 2023 z Akademskim pevskim zborom France Prešeren Kranj
- Zlato priznanje z odliko, priznanje za najboljši zbor tekmovanja (ex-aequo) ter posebno priznanje za najboljšega zborovodjo debitanta na 27. državnem tekmovanju mladinskih pevskih zborov (2024) z Dekliškim pevskim zborom Gimnazije Kranj
- Zlato priznanje na 28. tekmovanju slovenskih pevskih zborov Naša pesem 2024 z Akademskim pevskim zborom France Prešeren Kranj
- Prva nagrada summa cum laude na 72. evropskem glasbenem festivalu za mlade (EMJ) v Peltu (2024) z Dekliškim pevskim zborom Gimnazije Kranj

- Magistrski koncert "Sakralna glasba na habsburških tleh", magistrsko delo, dostopno na: https://plus.cobiss.net/cobiss/si/sl/bib/2591879
- Gimnazijska zbora zlata v Pragi, dostopno na: https://www.gorenjskiglas.si/article/20170409/C/170409800/1082/1168/gimnazijska-zbora-zlata-v-pragi
- Mladi so mu navdih in največje ogledalo, dostopno na: https://www.gorenjskiglas.si/article/20180823/C/180829905/1082/1168/mladi-so-mu-navdih-in-najvecje-ogledalo
- Gimnazijke pele Valižanom, dostopno na: https://www.gorenjskiglas.si/article/20180721/C/180729966/1082/1168/gimnazijke-pele-valizanom
- Zlata dekleta, ki živijo glasbo, dostopno na: https://www.gorenjskiglas.si/article/20190410/C/190419991/1082/1168/zlata-dekleta--ki-zivijo-glasbo
- Lipke zazrte v drugo desetletje, dostopno na: https://www.sigic.si/lipke-zazrte-v-drugo-desetlipje.html
- Ženska vokalna skupina Lipa - novemu desetletju naproti, dostopno na: https://www.revijaprimus.si/2019/12/19/zenska-vokalna-skupina-lipa-novemu-desetletju-naproti/
- Od baroka do klasicizma z deli Mozarta, Dolarja, Poscha in Zupana, dostopno na: https://www.nasizbori.si/od-baroka-do-klasicizma-z-deli-mozarta-dolarja-poscha-in-zupana/
- Koncert APZ France Prešeren Kranj, komornega orkestra in solistov na sakralnem abonmaju, dostopno na: https://www.kd-schellenburg.si/koncert-apz-france-preseren-kranj-komornega-orkestra-in-solistov-na-sakralnem-abonmaju/
- Od baroka do klasicizma, dostopno na: https://www.gorenjskiglas.si/article/20211018/C/211019797/1168/od-baroka-do-klasicizma
- Zlate gimnazijke, dostopno na: https://www.gorenjskiglas.si/article/20211027/C/211029803/1082/1168/zlate-gimnazijke
- Gimnazijske pevke zopet zlate, dostopno na: https://www.zurnal24.si/gorenjska/gimnazijske-pevke-zopet-zlate-375277
- Dvajset dekliških zborovskih let, dostopno na: https://www.gorenjskiglas.si/article/20221022/C/221029938/1082/1168/dvajset-dekliskih-zborovskih-let
- Navdihujočih dvajset let Dekliškega pevskega zbora Gimnazije Kranj, dostopno na: https://www.nasizbori.si/navdusujocih-dvajset-let-dekliskega-pevskega-zbora-gimnazije-kranj/
- Uspeh gimnazijskih zborov, dostopno na: https://www.gorenjskiglas.si/article/20230406/C/230409885/1168
- Na državnem tekmovanju slavila kranjski in celjski dekliški zbor, dostopno na: https://www.rtvslo.si/kultura/glasba/na-drzavnem-tekmovanju-slavila-kranjski-in-celjski-dekliski-zbor/704195
- Po enaintridesetih letih spet zlati, dostopno na: https://www.gorenjskiglas.si/article/20240427/C/240429838/1082/1168/po-enaintridesetih-letih-spet-zlati

1. ↑  CONOR